# Frequens
Frequens (slovensko: Pogostno) je koncilski odlok, ki ga je izdal na svoji 39. seji (od 45-ih) Konstanški koncil 9. oktobra 1417.

## Zgodovina
Konstanški koncil sta sklicala kralj Sigismund in Janez XXIII. (koncilsko-pizanski papež), da bi odpravil zahodni razkol, ki je vznemirjal in pohujševal krščanstvo že od 1378. Poleg odprave razkola se je koncil ukvarjal z obnovo Cerkve »in capite et in membris« (»v glavi in v udih«), kakor tudi z odpravo herezij. Obsodba Jana Husa in usmrtitev s sežigom na grmadi, kakor tudi sam odlok »Haec Sancta« oziroma »Sacrosancta« z dne 6. aprila 1415 sta izzvenela kot resna grožnja trem papežem, ki so vztrajali skupaj s svojimi dvori in kardinali istočasno v vodstvu razdeljene katoliške Cerkve, češ da bodo tudi oni podobno končali, če bodo obsojeni kot zakrknjeni heretiki in razkolniki. Zdi se, da je grožnja dosegla svoj cilj: pizanskega koncilskega papeža Janeza XXIII. je koncil odstavil, ko je pod pritiskom hudih obtožb odstopil; rimski papež Gregor XII. je sam odstopil, ko je koncil sprejel njegov pogoj, da lahko ponovno (zakonito) skliče koncil; avinjonski papež Benedikt XIII. pa se ni hotel odpovedati kljub prošnjam in grožnjam koncila in kralja-cesarja Sigismunda; ker je končno pobegnil v nedostopno trdnjavo Peñíscola; ko ga je zapustila Škotska in še Španija, so tudi njega odstavili. Na trmastega starca se niso več ozirali, ampak so nato (11. novembra 1417) izvolili novega papeža Martina V..  

## Vsebina
Za ohranitev obnovitvenega duha in nadzora nad papežem je koncil izdal še odlok »Frequens«, ki naj bi omogočil pogostno in redno sklicevanje koncilov pod papeževim vodstvom. S tem odlokom so hoteli koncilski očetje »za vedno« uvesti redno zasedanje vesoljnih cerkvenih zborom in sicer še preden je bil izvoljen nov papež. 
Določili so, da mora biti prvi koncil pet let po Konstanškem, da bodo preverili uresničevanje njegovih odlokov; naslednji naj bo po sedmih letih. . 
Odtlej se mora zbrati na zasedanje koncil vsaj vsakih deset let. V resnici je sledil 1423 Pavijski koncil, a 1431 se je začel Baselski koncil. Papež bi moral obenem na koncu enega koncila napovedati že čas za začetek naslednjega koncila. To nadaljevanje je zahteval tudi konstanški odlok Sacrosancta (=Hæc sancta) in s tem poudaril prednost koncilskih odločitev nad papeževimi; le skozi redne vesoljne cerkvene zbore bi bilo mogoče zanesljivo nadzorovati papeško službo. Od objave odloka (1417) pa do danes pa je zasedalo le pet ekumenskih koncilov, torej v 600 letih le pet koncilov - na stoletje niti po eden ne. 